# 酋婦蟹總科
酉婦蟹總科（學名：Eriphioidea）是螃蟹的其中一個總科，這個總科的一個特色，是各個科的物種間均有特定的特徵，例如：
- 左、右兩邊的螫大小不均等，當中大的一邊有齒，但小的一邊沒有；
- 雌、雄蟹的闊度比例。

## 分類
酋婦蟹總科旗下有六個科：
- Dairoididae（英语：Dairoididae） Števčić, 2005
- 酋婦蟹科 Eriphiidae MacLeay, 1838
- 深海蟹科 Hypothalassiidae Karasawa & Schweitzer, 2006
- 哲蟹科 Menippidae[2] Ortmann, 1893
- 團扇蟹科 Oziidae Dana, 1851[2]
- Platyxanthidae（英语：Platyxanthidae） Guinot, 1977

## 外部連結
- 維基物種上的相關：酋婦蟹總科